# خیابان مصدق (قاهره)
خیابان مُصَدق نام یکی از خیابان‌های مرکزی شهر قاهره است.

خیابان مصدق در قاهره

تابلوی خیابان ایران و میدان تهران در قاهره

## نام‌گذاری
جمال عبدالناصر رهبر ملی‌گرای مصر بعد از کودتا و از میان برداشتن پادشاهی مصر و آوردن جمهوری مصر همیشه عقاید مصدق را تمجید می‌کرد؛ و حتی ملی شدن کانال سویز را با الهام از مصدق در ملی شدن نفت انجام داد
بر اساس کتاب اسناد نام خلیج فارس، میراثی کهن و جاودان، در مرکز قاهره خیابان مصدق و خیابان خلیج فارس و خیابان ایران و خیابان طهران وجود دارد. بخشی از فیلم مستند خلیج فارس به اسناد خلیج فارس در قاهره و تاریخچه تابلوهای خیابانهای مصدق - ایران و طهران و شارع خلیج فارس در قاهره اختصاص دارد.
در طول جنگ یوم کیپور میان مصر و اسرائیل، محمدرضا پهلوی، پادشاه وقت ایران کمک‌های مهمی را به ارتش مصر در مقابل ارتش اسرائیل به عمل آورد. مصر، برای سپاس‌گزاری از ایران، ۲ خیابان و ۲ میدان قاهره را به نام خیابان محمدرضا شاه پهلوی و خیابان ایران و میدان تهران و میدان فرح نام‌گذاری کرد.
در سال ۱۹۷۹ و با تصمیم رئیس جمهور وقت مصر، انور سادات، نام خیابان محمدرضا پهلوی در منطقه‌ی الدقّی به «مصدق» تغییر یافت.